# Anka Mrak-Taritaš
Anka Mrak-Taritaš (Bjelovar, 1959.) hrvatska arhitektica, političarka, ministrica graditeljstva i prostornog uređenja u dvanaestoj Vladi Republike Hrvatske. Od 2003. od 2005., za vlasti Milana Bandića, obavljala je dužnost pročelnice u Gradskom zavodu za planiranje Grada Zagreba.

## Životopis
Anka Mrak - Taritaš rođena je 24. studenog 1959. u Bjelovaru gdje je završila osnovnu školu i opću gimnaziju. 1983.godine završava Arhitektonski fakultet u Zagrebu. Udana je i ima dvoje djece. U slobodno vrijeme bavi se skijanjem, jedrenjem i kuhanjem.

## Profesionalna karijera
- prosinac 2011. do 14. studenog 2012. - zamjenica ministra graditeljstva i prostornoga uređenja
- od 13. listopada 2005. - Ministarstvo zaštite okoliša, prostornog uređenja i graditeljstva – načelnik odjela u Upravi za prostorno uređenje

- sudjelovanje u radu Povjerenstava za ocjenu studije o utjecaju na okoliš, glavninom kao zamjenik Predsjednika Povjerenstva
- sudjelovanje u radu raznih radnih grupa, pri čemu se naročito ističe rad u Radnoj skupini za pripremu pregovora o izmjenama dvostranih međunarodnih ugovora koje je Republika Hrvatska sklopila s Bosnom i Hercegovinom, Crnom Gorom i Republikom Srbijom
- 17. studeni 2003. – 12. srpanj 2005. - Gradski zavod za planiranje razvoja Grada Zagreba i zaštitu okoliša – pročelnica
- 16. prosinac 1992. – 17. studeni 2003. - Ministarstvo zaštite okoliša, prostornog uređenja i graditeljstva

- voditelj Odsjeka za koordinaciju nacionalnog, regionalnog i lokalnog planiranja u Zavodu za prostorno uređenje
- savjetnik iz oblasti prostornog uređenja
- 15. kolovoz 1984. – 15. prosinac 1992. – Općina Trnje

- pripravnik u Komitetu za urbanizam i graditeljstvo na poslovima iz oblasti prostornog planiranja, te potom rad na svim poslovima vezanim uz građenje, od izdavanja uvjeta uređenja prostora, preko izdavanja građevinskih dozvola, pa sve do obavljanja tehničkih pregleda i izdavanja uporabnih dozvola
- 1983. – 1984. – rad u 'Ina projektu' na izradi glavnih projekata za Sveučilišnu bolnicu u Zagrebu i za ACI-jeve marine na Jadranu kao student servis

### Međunarodno radno iskustvo
- 2010. - angažirana od Vlade Crne Gore na izradi regulative
- 2006. - položila tečaj za učitelja o Strateškoj procjeni utjecaja na okoliš
- 2002. - edukacija u Finskoj i Njemačkoj vezano uz odobrenja za građenje i zakonodavne okvire

## Stručni i znanstveni rad
- sudjelovanja s radovima na Forumima o nekretninama koje organizira Hrvatska gospodarska komora
- držanje predavanja iz oblasti prostornog uređenja na Tehničkom veleučilištu u Zagrebu
- brojni stručni radovi, među kojima se ističu članci:
  - Sustav prostornog planiranja s prikazom načina donošenja plana na primjeru Grada Zagreba, Dokumenti prostornog uređenja: Zakonodavni okvir prostornog planiranja unutar zaštićenog obalnog područja, Dokumenti prostornog uređenja: Principi i metodologija prostornog planiranja, Struktura dokumenata prostornog uređenja, Lokacijska dozvola-zakonodavni okviri.
  - 2010. časopis 'Prostor' - znanstveni članak: Uvjeti planiranja i prostorni pokazatelji uređenja turističkih područja Babin Kuk i Solaris.
  - 2008. časopis 'Prostor' – znanstveni članak: Urbanistički plan uređenja – Uloga i značenje na primjeru Grada Zagreba

## Kritike
U javnosti su se krajem ožujka 2017. godine pojavili dokumenti koji svjedoče da je Anka Mrak-Taritaš za vrijeme obavljanja svog mandata kao ministrica graditeljstva i prostornog uređenja odobrila obnovu u Gunji za 1.700 € po kvadratu. Smatra se da je dotična tako, kao čelna osoba Ministarstva graditeljstva i prostornog uređenja oštetila proračun Republike Hrvatske za čak 17 milijuna eura. Slučaj s Gunjom i spornom obnovom na poplavljenim područjima, ipak nije jedina afera koja se veže uz djelovanje Anke Mrak-Taritaš u ministarstvu. Uz nju se veže i slučaj zaposlenice spornog ministarstva, tj. atašea u službi Ministarstva graditeljstva u Bruxellesu. Kada je spomenutoj zasposlenici istekao mandat, a HNS izgubio vlast, Anka Mrak-Taritaš ju je pokušala zadržati na elitnom i skupo plaćenom mjestu. Bivša ministrica potpisala je Aneks sporazuma o zajedničkom financiranju dotične s 4600 eura mjesečno, u trenutku kada joj je već istekao ministarski mandat, tri dana nakon imenovanja Vlade Tihomira Oreškovića.
Spornim se smatra i da je Anka Mrak-Taritaš, za vrijeme svog ministarskog mandata zaposlila svog supruga, Zlatka Taritaša, u Plinacrou. Nakon izbijanja te afere Taritaš je napustio radno mjesto. Ipak, Mrak-Taritaš nije odustala od zapošljavanja svog supruga, pa je Zlatko Taritaš dobio radno mjesto u Hrvatskom jedriličarskom savezu, a ubrzo se našao na vrlo visokoj poziciji, kao član vijeća HJS-a. Upravo je to vijeće odlučivalo o raspodjeli novca među jedriličarima pa se i njihov sin Ivan našao među “laserašima” koji za natjecateljsku sezonu dobivaju 50 tisuća kuna.
Mrak-Taritaš se također 2016. našla pred odvjetnikom zbog neovlaštenog korištenja autorske skladbe Milivoja Markovića, u svom predizbornom spotu "Povratak otpisanih". Postupak je završen nagodbom uz određenu nadoknadu i uz pismenu ispriku gospođe Mrak-Taritaš autoru skladbe.